# Aileen Meagher
Aileen Meagher, född 26 november 1910 i Halifax, Nova Scotia, Kanada, död 2 augusti 1987 i Halifax, Nova Scotia, var en kanadensisk friidrottare.
Meagher blev olympisk bronsmedaljör på 4 x 100 meter vid olympiska sommarspelen 1936 i Berlin.
Meagher var även konstnär.